# Mozaïka
Mozaïka — другий студійний альбом українського гурту Onuka, представлений 22 березня 2018 року на власному лейблі «Vidlik».

## Про альбом
7 липня 2017 року гурт представив дебютний сингл із нової платівки — композицію «Vsesvit». Як зазначила Ната Жижченко: «Vsesvit — це спроба відповісти на складне, вічне питання про призначення людини; її ролі у Всесвіті». До запису цієї пісні долучився Ерік Муне, ідеолог французького гурту «Deep Forest», із яким Ната познайомилась на фестивалі Polyana Music Festival. 7 листопада 2017 року відбулась прем'єра другого синглу — композиції «Guns Don't Shoot». У гурті зазначили, що цей трек «зовсім не схожий на легкий, надихаючий пілотний сингл «Vsesvit». Аскетичне техно, в якому все підпорядковано чіткій структурі. Якщо конструктивізм став би музикою, він зазвучав би саме так».
За задумом, MOZAЇKA — це незбиране полотно, зібране із сотень дрібних деталей та фрагментів. Через весь альбом проходять два основні лейтмотиви. Перший – особиста історія Нати. Її переживання, почуття, спогади. Посвяти коханій людині та бабусі; вірним друзям та музичним кумирам дитинства.
Другий лейтмотив - реакція Нати на навколишні події та явища. Епохальне спорудження арки над четвертим реактором Чорнобильської АЕС. Подія століття, описана ще в документальній замальовці Mainland. І тут же антивоєнний маніфест у треці "GUNS DON'T SHOOT": бо стріляє не зброя, стріляє людина.
Кожна пісня альбому — цілісне, концептуально завершене послання. MOZAЇKA - не просто альбом, а інтерактивний проект, де музика, відео, фото, послання утворюють єдине ціле.
У вересні 2018 року було презентовано кліп на трек STRUM з альбому MOZAЇKA, створений спільно з Аланом Бадоєвим. Кліп був знятий на полігоні для сміття в Підгірцях біля Києва; у ньому торкається проблема забруднення довкілля побутовим сміттям. Презентація відео пройшла на станції сортування сміття, а кошти від Youtube-монетизації планується перерахувати громадській організації «Україна без сміття».

## Список композицій
| #     | Назва              | Тривалість |
| ----- | ------------------ | ---------- |
| 1.    | «Vsesvit»          | 4:02       |
| 2.    | «Golos»            | 4:10       |
| 3.    | «Animal»           | 4:27       |
| 4.    | «Strum»            | 4:43       |
| 5.    | «Хто»              | 4:07       |
| 6.    | «Arka»             | 1:33       |
| 7.    | «Guns Don't Shoot» | 4:46       |
| 8.    | «Alone»            | 4:46       |
| 9.    | «All Friends»      | 3:19       |
| 10.   | «Vatra»            | 6:24       |
| 47:57 |                    |            |